# Куммингтонит
Куммингтонит — минерал, гидроксилсиликат магния и железа цепного строения, член группы амфиболов.

## Общее описание
- Состав: (Mg, Fe2+)7Si8O22(OH)2.
- Содержит (%): MgO — 25-0; FeO — 6-47; Si — 47-53; H2В — 1,5-2,5.
- Сингония моноклинная.
- Твёрдость 5,6-6,5.
- Плотность 3,1-3,6.
- Блеск матовый или перламутровый, изредка стеклянный.
- Цвет серый, зелёный или коричневый.

Обычный минерал амфиболитов, которые образованы по основным магматическим породам при региональном метаморфизме.
Впервые найден в Каммингтоне, штат Массачусетс (США). Ассоциируется с фаялитом, геденбергитом и альмандином. Волокнистые разновидности используются как асбест.

## Разновидности
Различают:
- куммингтонит магниестый (разновидность куммингтонита с содержанием Mg>Fe2+);
- куммингтонит цинковистый (разновидность куммингтонита, которая содержит до 10,5 % ZnO);
- куммингтонит цинково-марганцевистый (разновидность куммингтонита из месторождения Франклин[англ.] (штат Нью-Джерси, США), содержит до 11 % ZnO и до 14 % MnO);
- киевит — разновидность куммингтонита. Бесцветный или бледно-зелёный.